# Cupa Cupelor 1982-1983
Sezonul 1982-1983 al Cupei Cupelor a fost câștigat de Aberdeen FC, echipă antrenată de scoțianul Alex Ferguson, care a învins-o în finală pe Real Madrid.

## Runda preliminară
| Echipa 1     | Scor gen. | Echipa 2 | Tur | Retur |
| ------------ | --------- | -------- | --- | ----- |
| Aberdeen     | 11–1      | Sion     | 7–0 | 4–1   |
| Swansea City | 3–1       | Braga    | 3–0 | 0–1   |

### Prima manșă
| Swansea City                    | 3 – 0 | Braga |
| ------------------------------- | ----- | ----- |
| Charles 42', 87' Hadžiabdić 63' |       |       |

| Aberdeen                                                                 | 7 – 0 | Sion |
| ------------------------------------------------------------------------ | ----- | ---- |
| Black 2', 56' Strachan 21' Hewitt 23' Simpson 34' McGhee 63' Kennedy 82' |       |      |

### A doua manșă
| Sion      | 1 – 4 | Aberdeen                              |
| --------- | ----- | ------------------------------------- |
| Bregy 69' |       | Hewitt 27' Miller 61' McGhee 64', 72' |

| Braga               | 1 – 0 | Swansea City |
| ------------------- | ----- | ------------ |
| Marustik 87' (o.g.) |       |              |

## Prima rundă
| Echipa 1        | Scor gen. | Echipa 2             | Tur  | Retur |
| --------------- | --------- | -------------------- | ---- | ----- |
| Coleraine       | 0–7       | Tottenham Hotspur    | 0–3  | 0–4   |
| Torpedo Moscova | 1–1 (a)   | Bayern München       | 1–1  | 0–0   |
| Aberdeen        | 1–0       | Dinamo Tirana        | 1–0  | 0–0   |
| ÍBV             | 0–4       | Lech Poznań          | 0–1  | 0–3   |
| Swansea City    | 17–0      | Sliema Wanderers     | 12–0 | 5–0   |
| Lokomotiv Sofia | 2–5       | Paris Saint-Germain  | 1–0  | 1–5   |
| Dinamo Dresden  | 4–4 (a)   | B.93                 | 3–2  | 1–2   |
| Waterschei Thor | 8–1       | Red Boys Differdange | 7–1  | 1–0   |
| Galatasaray     | 3–2       | FC Kuusysi           | 2–1  | 1–1   |
| Austria Viena   | 3–2       | Panathinaikos        | 2–0  | 1–2   |
| Lillestrøm      | 0–7       | Steaua Roșie Belgrad | 0–4  | 0–3   |
| Barcelona       | 9–1       | Apollon Limassol     | 8–0  | 1–1   |
| Limerick        | 1–2       | AZ                   | 1–1  | 0–1   |
| Internazionale  | 3–2       | Slovan Bratislava    | 2–0  | 1–2   |
| FC Baia Mare    | 2–5       | Real Madrid          | 0–0  | 2–5   |
| IFK Göteborg    | 2–4       | Újpesti Dózsa        | 1–1  | 1–3   |

### Prima manșă
| Coleraine | 0 – 3 | Tottenham Hotspur             |
| --------- | ----- | ----------------------------- |
|           |       | Archibald 12' Crooks 49', 84' |

| Torpedo Moscova | 1 – 1 | Bayern München |
| --------------- | ----- | -------------- |
| Petrakov 39'    |       | Breitner 61'   |

| Aberdeen   | 1 – 0 | Dinamo Tirana |
| ---------- | ----- | ------------- |
| Hewitt 10' |       |               |

| ÍBV | 0 – 1 | Lech Poznań   |
| --- | ----- | ------------- |
|     |       | Partyński 30' |

| Swansea City | 12 – 0 | Sliema Wanderers |
| --- | ------ | ---------------- |
| Charles 16', 50' Loveridge 19', 54' Irwin 22' Latchford 42' Hadžiabdić 60' Walsh 62', 68', 79' Rajković 75' Stevenson 85' |        |                  |

| Lokomotiv Sofia | 1 – 0 | Paris Saint-Germain |
| --------------- | ----- | ------------------- |
| Milanov 15'     |       |                     |

| Dinamo Dresden              | 3 – 2 | B.93                    |
| --------------------------- | ----- | ----------------------- |
| Trautmann 8', 15' Pilz 80'> |       | Francker 49' Madsen 90' |

| Waterschei Thor                                                             | 7 – 1 | Red Boys Differdange |
| --------------------------------------------------------------------------- | ----- | -------------------- |
| Gudmundsson 8', 20' Berger 15', 55' Pier Janssen 22' Vliegen 37' Coninx 72' |       | Di Domenico 80'      |

| Galatasaray           | 2 – 1 | FC Kuusysi  |
| --------------------- | ----- | ----------- |
| Rașit 21' Mustafa 29' |       | Amminen 23' |

| Austria Viena              | 2 – 0 | Panathinaikos |
| -------------------------- | ----- | ------------- |
| Polster 6' Steinkogler 10' |       |               |

| Lillestrøm | 0 – 4 | Steaua Roșie Belgrad                  |
| ---------- | ----- | ------------------------------------- |
|            |       | Savić 38', 71' Janjanin 56' Jovin 61' |

| Barcelona                                                                  | 8 – 0 | Apollon Limassol |
| -------------------------------------------------------------------------- | ----- | ---------------- |
| Maradona 6', 60', 63' Schuster 35', 69' Víctor 45' Urbano 58' Alexanko 81' |       |                  |

| Limerick  | 1 – 1 | AZ         |
| --------- | ----- | ---------- |
| Nolan 40' |       | Jonker 47' |

| Internazionale           | 2 – 0 | Slovan Bratislava |
| ------------------------ | ----- | ----------------- |
| Altobelli 78' Sabato 83' |       |                   |

| Baia Mare | 0 – 0 | Real Madrid |
| --------- | ----- | ----------- |
|           |       |             |

| IFK Göteborg  | 1 – 1 | Újpesti Dózsa |
| ------------- | ----- | ------------- |
| Strömberg 65' |       | Kovacs 37'    |

### A doua manșă
| Tottenham Hotspur                            | 4 – 0 | Coleraine |
| -------------------------------------------- | ----- | --------- |
| Crooks 14' Mabbutt 52' Brooke 82' Gibson 85' |       |           |

| Bayern München | 0 – 0 | Torpedo Moscova |
| -------------- | ----- | --------------- |
|                |       |                 |

| Dinamo Tirana | 0 – 0 | Aberdeen |
| ------------- | ----- | -------- |
|               |       |          |

| Lech Poznań                      | 3 – 0 | ÍBV |
| -------------------------------- | ----- | --- |
| Okoński 7', 52' Niewiadomski 50' |       |     |

| Sliema Wanderers | 0 – 5 | Swansea City                              |
| ---------------- | ----- | ----------------------------------------- |
|                  |       | Curtis 19', 45' Gale 38', 74' Toshack 89' |

| Paris Saint-Germain                              | 5 – 1 | Lokomotiv Sofia |
| ------------------------------------------------ | ----- | --------------- |
| Toko 20', 81' Bathenay 66' N'Gom 85' Lemoult 88' |       | Bogdanov 15'    |

| B.93                  | 2 – 1 | Dinamo Dresden |
| --------------------- | ----- | -------------- |
| Larsen 72' Madsen 82' |       | Pilz 10'       |

| Red Boys Differdange | 0 – 1 | Waterschei Thor  |
| -------------------- | ----- | ---------------- |
|                      |       | Pier Janssen 30' |

| FC Kuusysi | 1 – 1 | Galatasaray |
| ---------- | ----- | ----------- |
| Kallio 90' |       | Hodžić 88'  |

| Panathinaikos                     | 2 – 1 | Austria Viena |
| --------------------------------- | ----- | ------------- |
| Anastasiadis 27' Haralambidis 78' |       | Polster 53'   |

| Steaua Roșie Belgrad        | 3 – 0 | Lillestrøm |
| --------------------------- | ----- | ---------- |
| Gjurovski 3', 59' Đurić 13' |       |            |

| Apollon Limassol  | 1 – 1 | Barcelona     |
| ----------------- | ----- | ------------- |
| Christodoniou 55' |       | Moratalla 38' |

| AZ         | 1 – 0 | Limerick |
| ---------- | ----- | -------- |
| Jonker 64' |       |          |

| Slovan Bratislava   | 2 – 1 | Internazionale    |
| ------------------- | ----- | ----------------- |
| Takáč 25' Bobek 78' |       | Müller 10' (pen.) |

| Real Madrid                                                           | 5 – 2 | Baia Mare             |
| --------------------------------------------------------------------- | ----- | --------------------- |
| Juanito 15' Isidro 32' García Hernández 45' Santillana 46' Metgod 71' |       | Koller 12' Buzgau 89' |

| Újpesti Dózsa             | 3 – 1 | IFK Göteborg        |
| ------------------------- | ----- | ------------------- |
| Törőcsik 5' Kiss 25', 35' |       | Szendrei 37' (o.g.) |

## A doua rundă
| Echipa 1             | Scor gen. | Echipa 2            | Tur | Retur |
| -------------------- | --------- | ------------------- | --- | ----- |
| Tottenham Hotspur    | 2–5       | Bayern München      | 1–1 | 1–4   |
| Aberdeen             | 3–0       | Lech Poznań         | 2–0 | 1–0   |
| Swansea City         | 0–3       | Paris Saint-Germain | 0–1 | 0–2   |
| B.93                 | 1–6       | Waterschei Thor     | 0–2 | 1–4   |
| Galatasaray          | 3–4       | Austria Viena       | 2–4 | 1–0   |
| Steaua Roșie Belgrad | 3–6       | Barcelona           | 2–4 | 1–2   |
| AZ                   | 1–2       | Internazionale      | 1–0 | 0–2   |
| Real Madrid          | 4–1       | Újpesti Dózsa       | 3–1 | 1–0   |

### Prima manșă
| Tottenham Hotspur | 1 – 1 | Bayern München |
| ----------------- | ----- | -------------- |
| Archibald 3'      |       | Breitner 53'   |

| Aberdeen            | 2 – 0 | Lech Poznań |
| ------------------- | ----- | ----------- |
| McGhee 55' Weir 56' |       |             |

| Swansea City | 0 – 1 | Paris Saint-Germain |
| ------------ | ----- | ------------------- |
|              |       | Toko 71'            |

| B.93 | 0 – 2 | Waterschei Thor                  |
| ---- | ----- | -------------------------------- |
|      |       | Pier Janssen 66' Gudmundsson 72' |

| Galatasaray     | 2 – 4 | Austria Viena                                  |
| --------------- | ----- | ---------------------------------------------- |
| Sejdić 19', 45' |       | Steinkogler 43' Polster 52', 71' Gasselich 75' |

| Steaua Roșie Belgrad | 2 – 4 | Barcelona                           |
| -------------------- | ----- | ----------------------------------- |
| Janjanin 73', 75'    |       | Maradona 10', 48' Schuster 64', 82' |

| AZ        | 1 – 0 | Internazionale |
| --------- | ----- | -------------- |
| Tiktak 6' |       |                |

| Real Madrid                     | 3 – 1 | Újpesti Dózsa |
| ------------------------------- | ----- | ------------- |
| Santillana 33', 90' Juanito 37' |       | Kiss 36'      |

### A doua manșă
| Bayern München                                             | 4 – 1 | Tottenham Hotspur |
| ---------------------------------------------------------- | ----- | ----------------- |
| Dieter Hoeneß 17' Horsmann 53' Breitner 73' Rummenigge 80' |       | Hughton 70'       |

| Lech Poznań | 0 – 1 | Aberdeen |
| ----------- | ----- | -------- |
|             |       | Bell 59' |

| Paris Saint-Germain   | 2 – 0 | Swansea City |
| --------------------- | ----- | ------------ |
| Kist 8' Fernández 76' |       |              |

| Waterschei Thor                                                 | 4 – 1 | B.93         |
| --------------------------------------------------------------- | ----- | ------------ |
| Pier Janssen 2' Plessers 25' (pen.) Gudmundsson 42' Vliegen 63' |       | Dalsborg 88' |

| Austria Viena | 0 – 1 | Galatasaray |
| ------------- | ----- | ----------- |
|               |       | Mustafa 43' |

| Barcelona                 | 2 – 1 | Steaua Roșie Belgrad |
| ------------------------- | ----- | -------------------- |
| Schuster 57' Alexanko 81' |       | Gjurovski 55'        |

| Internazionale         | 2 – 0 | AZ |
| ---------------------- | ----- | -- |
| Juary 4' Altobelli 67' |       |    |

| Újpesti Dózsa | 0 – 1 | Real Madrid    |
| ------------- | ----- | -------------- |
|               |       | Santillana 62' |

## Sferturi
| Echipa 1            | Scor gen. | Echipa 2        | Tur | Retur      |
| ------------------- | --------- | --------------- | --- | ---------- |
| Bayern München      | 2–3       | Aberdeen        | 0–0 | 2–3        |
| Paris Saint-Germain | 2–3       | Waterschei Thor | 2–0 | 0–3 (d.p.) |
| Austria Viena       | 1–1 (a)   | Barcelona       | 0–0 | 1–1        |
| Internazionale      | 2–3       | Real Madrid     | 1–1 | 1–2        |

### Prima manșă
| Bayern München | 0 – 0 | Aberdeen |
| -------------- | ----- | -------- |
|                |       |          |

| Paris Saint-Germain        | 2 – 0 | Waterschei Thor |
| -------------------------- | ----- | --------------- |
| Fernández 43' Pilorget 57' |       |                 |

| Austria Viena | 0 – 0 | Barcelona |
| ------------- | ----- | --------- |
|               |       |           |

| Internazionale | 1 – 1 | Real Madrid |
| -------------- | ----- | ----------- |
| Oriali 15'     |       | Gallego 59' |

### A doua manșă
| Aberdeen                           | 3 – 2 | Bayern München               |
| ---------------------------------- | ----- | ---------------------------- |
| Simpson 39' McLeish 77' Hewitt 78' |       | Augenthaler 10' Pflügler 61' |

| Waterschei Thor                                      | 3 – 0 | Paris Saint-Germain |
| ---------------------------------------------------- | ----- | ------------------- |
| Gudmundsson 29' Ronald Janssen 57' Pier Janssen 114' |       |                     |

| Barcelona    | 1 – 1 | Austria Viena   |
| ------------ | ----- | --------------- |
| Alexanko 44' |       | Steinkogler 38' |

| Real Madrid                 | 2 – 1 | Internazionale |
| --------------------------- | ----- | -------------- |
| Salguero 51' Santillana 56' |       | Altobelli 20'  |

## Semifinale
| Echipa 1      | Scor gen. | Echipa 2        | Tur | Retur |
| ------------- | --------- | --------------- | --- | ----- |
| Aberdeen      | 5–2       | Waterschei Thor | 5–1 | 0–1   |
| Austria Viena | 3–5       | Real Madrid     | 2–2 | 1–3   |

### Prima manșă
| Aberdeen                                     | 5 – 1 | Waterschei Thor |
| -------------------------------------------- | ----- | --------------- |
| Black 1' Simpson 4' McGhee 68', 83' Weir 70' |       | Gudmundsson 75' |

| Austria Viena         | 2 – 2 | Real Madrid                |
| --------------------- | ----- | -------------------------- |
| Polster 4' Magyar 20' |       | Santillana 6' San José 53' |

### A doua manșă
| Waterschei Thor | 1 – 0 | Aberdeen |
| --------------- | ----- | -------- |
| Voordeckers 72' |       |          |

| Real Madrid                     | 3 – 1 | Austria Viena        |
| ------------------------------- | ----- | -------------------- |
| Santillana 10', 83' Juanito 71' |       | Juan José 68' (o.g.) |

## Finala
| Aberdeen             | 2 – 1 (d.p.) | Real Madrid        |
| -------------------- | ------------ | ------------------ |
| Black 7' Hewitt 112' |              | Juanito 15' (pen.) |